# 小泉城 (大和国)
小泉城（こいずみじょう）は、奈良県大和郡山市小泉町（大和国添下郡）にあった日本の城（平城）。別名、片桐城、小泉陣屋とも呼ばれている。小泉陣屋時代は小泉藩の藩庁でもあった。

## 沿革
小泉氏はもともと興福寺衆徒で1443年（嘉吉3年）に小泉重弘が大乗院門跡経覚と共に筒井氏と戦った。重弘はその後戦死するも、1455年（康正元年）に畠山弥三郎側についていた筒井氏が没落すると、古市氏、豊田氏、秋篠氏、尾崎氏、鷹山奥氏の国人らが勢力を拡大し、小泉氏と共に4年間興福寺衆徒についた。その後長い間筒井氏と対立していく。
1459年（長禄3年）、『大条院寺社雑事記』によると筒井順永軍が「小泉館」を攻めて小泉重栄、小泉今力丸等多くが切腹し、小泉館を破却するため奈良中の郷民に動員されたとされている。また『大条院寺社雑事記』には「館」と記載されているが、『日本城郭大系』によると「筒井城の場合と同様、城郭化していたものと思われる」と解説している。1475年（文明7年）にも落城し、またしても奈良の郷民に動員し破却させ筒井城の柱にしたと伝わっている。
筒井氏と小泉氏は反目していたが、天文年間には小泉秀元は筒井順昭の姪を娶って、筒井氏の重臣と活躍し、軍功によって1万4千石が与えられた。その後小泉氏は史料には記載されないようになる。『城と陣屋』によると筒井定次が伊賀国に移封すると小泉秀元とその一族は共に従ったとある。
その後豊臣秀長が大和国を治めるが、その家臣であった羽田長門がこの小泉の地に4万石で入った。この時に現在もあるナギナタ池、お庭池を含む外堀を造ったものと言われ、小泉氏の館跡を拡大したと思われている。

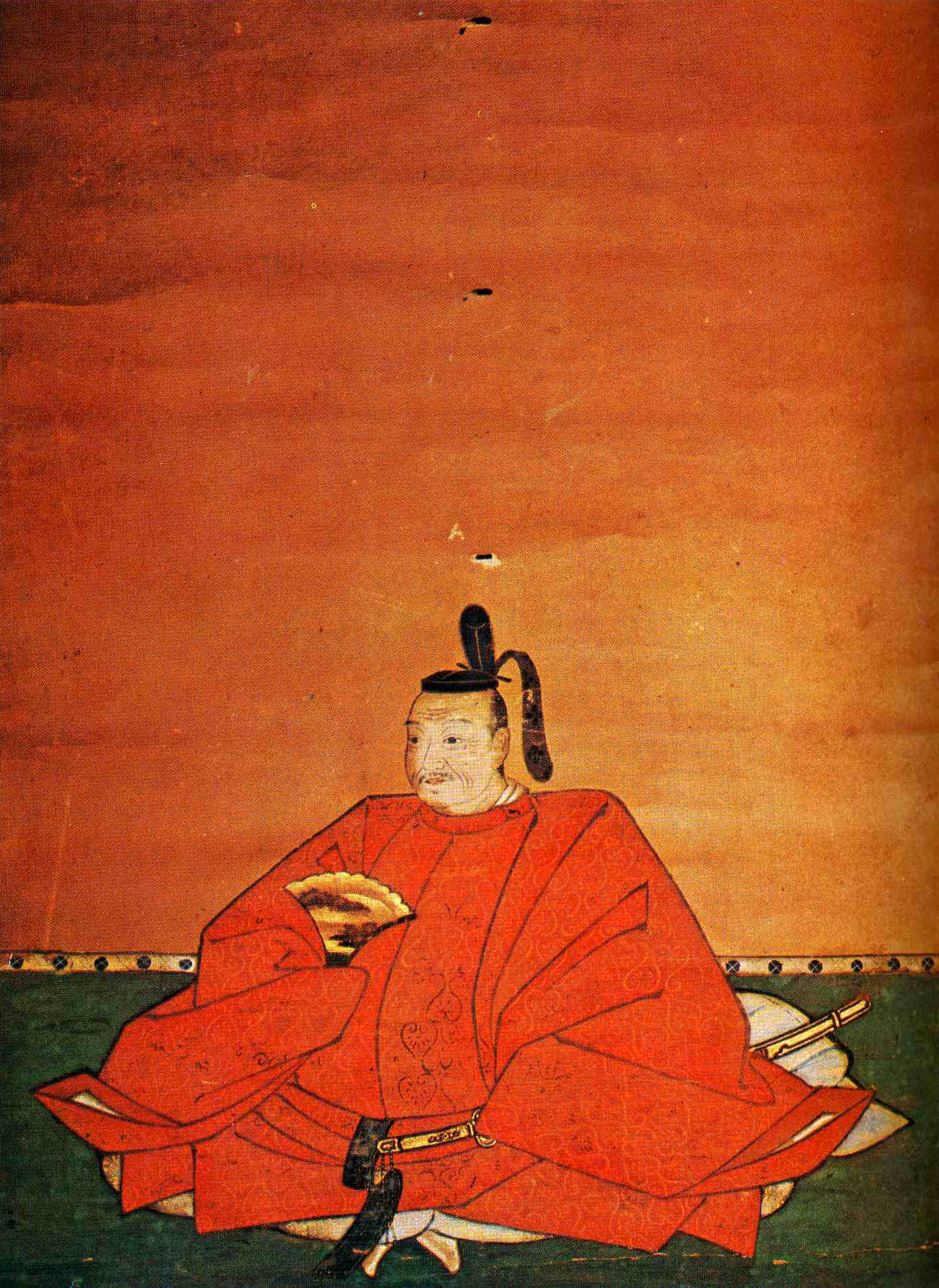
片桐且元像/慈光院蔵

1601年（慶長6年）、豊臣秀吉に仕えていた片桐且元の弟片桐貞隆が小泉城を含め1万5千石で大名の列に加わった。その後『茨木市史』によると「片桐氏の茨木入城の時期については関ヶ原合戦後と考えた方がよい」とあり、関ヶ原の戦い後に片桐且元、片桐貞隆兄弟の本拠地としていた龍田城や小泉城から、大坂城の近くにある茨木城に移って豊臣氏を補佐していた。
そして大坂の陣が終わると、今度は徳川家康より片桐且元は4万8千石、片桐貞隆は1万6400石に加増され、片桐貞隆は1623年（元和9年）に小泉城に戻ってきた。ここより小泉陣屋として新たにスタートし、陣内にいた農民を街道筋に屋敷替えを命じ再び大きく改修した。
茶人として有名な石州流の元祖、片桐貞昌は小泉藩第2代藩主である。貞昌は弟の貞晴に3千石分知し、小泉藩は1万3千石となった。3代藩主貞房の時、庶兄の片桐信隆に1千石を分知したため、1万2千石となった。さらに収公され1万1千石となった。片桐氏は初代貞隆から12代貞篤まで代々と小泉の地を離れることなく明治維新を迎えている。廃城は廃城令によって取り壊されたと思われている。

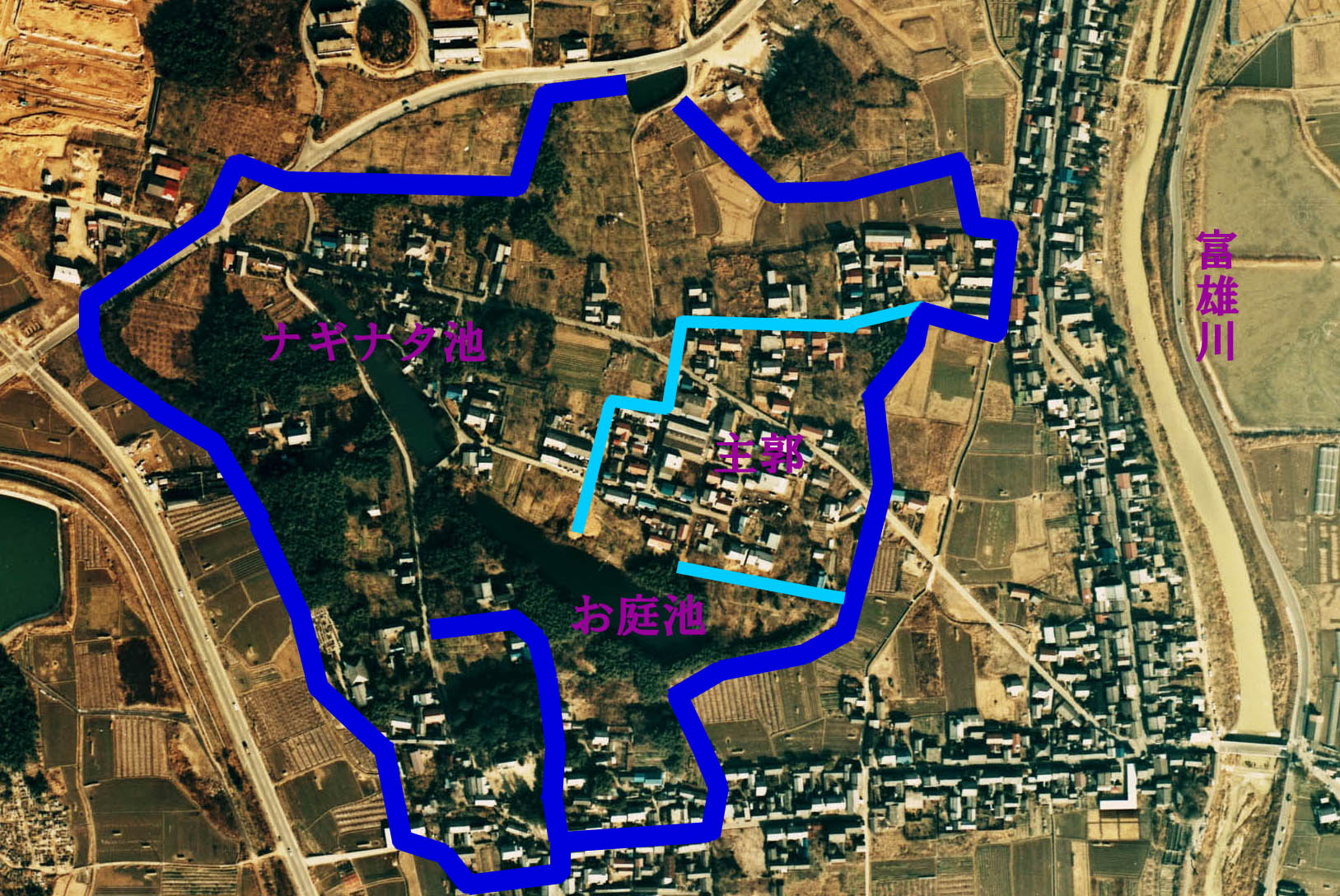
小泉城要図/

### 小泉藩歴代藩主
| 何代藩主 | 初代藩主 | 2代藩主  | 3代藩主  | 4代藩主  | 5代藩主  | 6代藩主  |
| -------- | -------- | -------- | -------- | -------- | -------- | -------- |
| 城藩主   | 片桐貞隆 | 片桐貞昌 | 片桐貞房 | 片桐貞起 | 片桐貞音 | 片桐貞芳 |
| 何代藩主 | 7代藩主  | 8代藩主  | 9代藩主  | 10代藩主 | 11代藩主 | 12代藩主 |
| 藩主名   | 片桐貞彰 | 片桐貞信 | 片桐貞中 | 片桐貞照 | 片桐貞利 | 片桐貞篤 |

歴代藩主の御墓は京都の大徳寺にある。

## 城郭
小泉城は大和小泉駅の西北約600mの台地上の先端部に建っていた。台地の東側は湿田で、更にその東側には富雄川が流れている天然の要害の地にあった。主郭部分は小泉城の西側にあり、150mの長辺で内堀に囲まれており、この内堀は1673年（延宝元年）に銀4貫目で完成したと『旧記』には記されている。この頃になると小泉城はほぼ完成され、外堀、薙刀池、お庭池に取り巻かれ、その中に家中の屋敷があり、内堀の内側には藩主の居館があった。

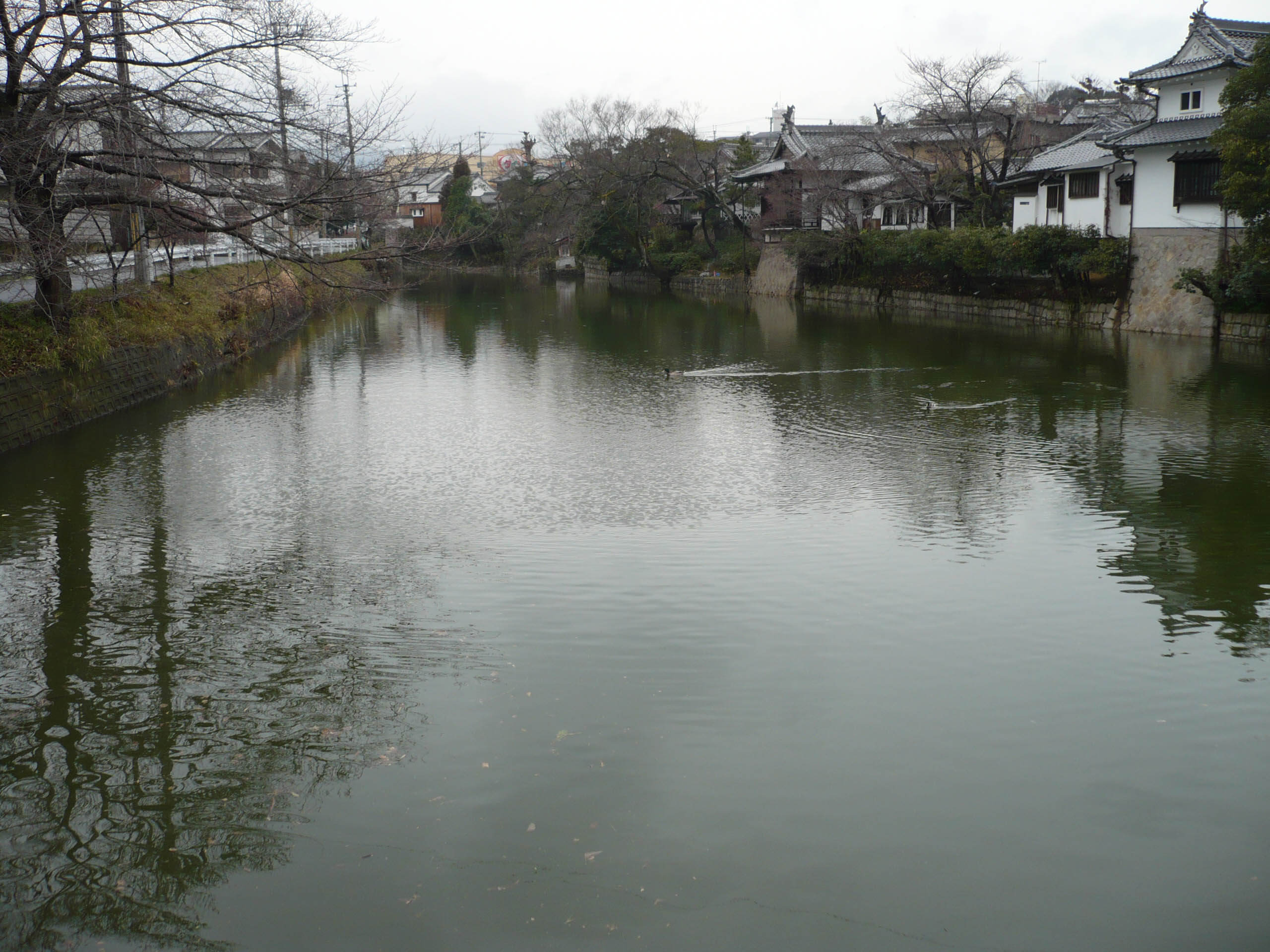
薙刀池
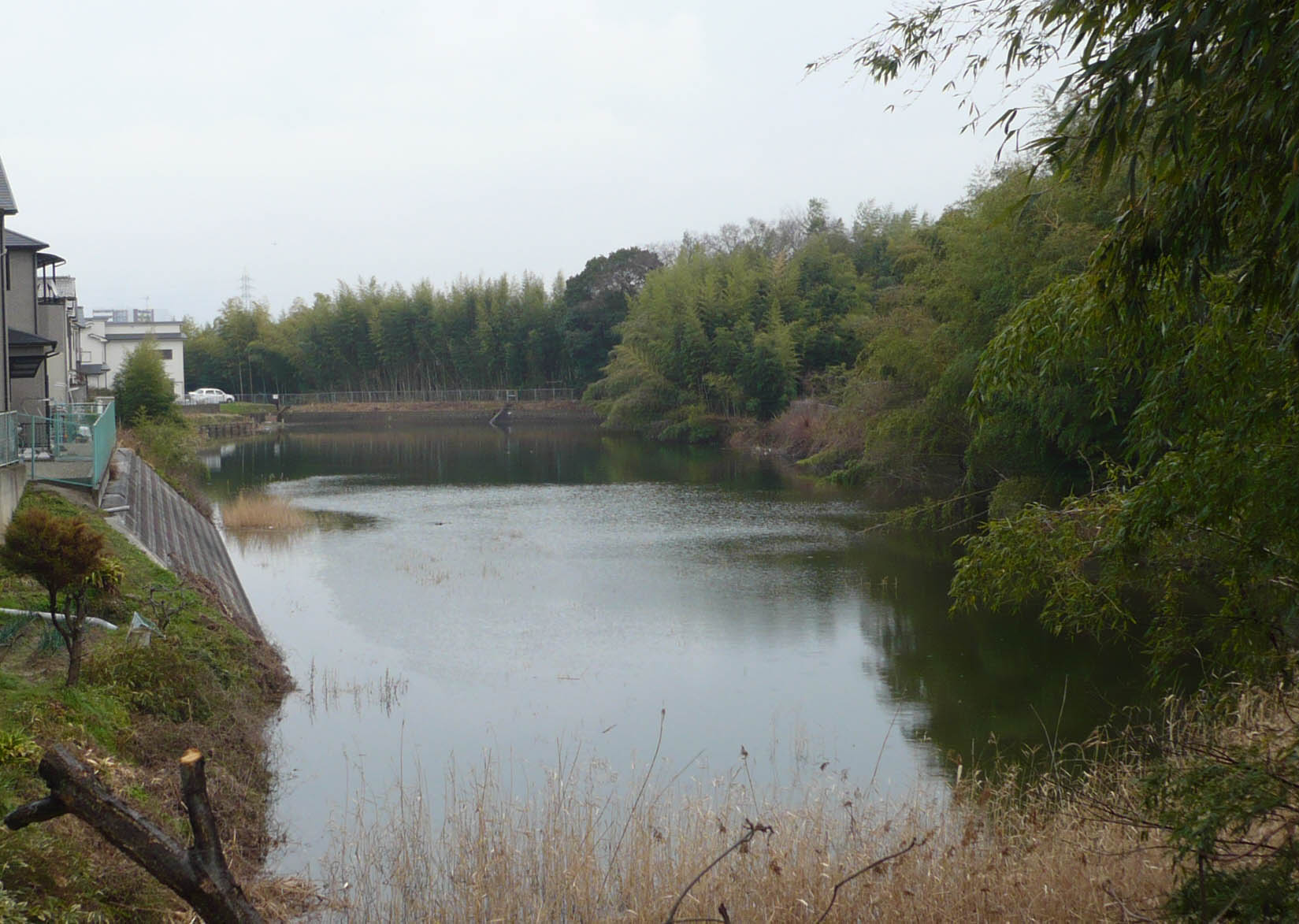
お庭池
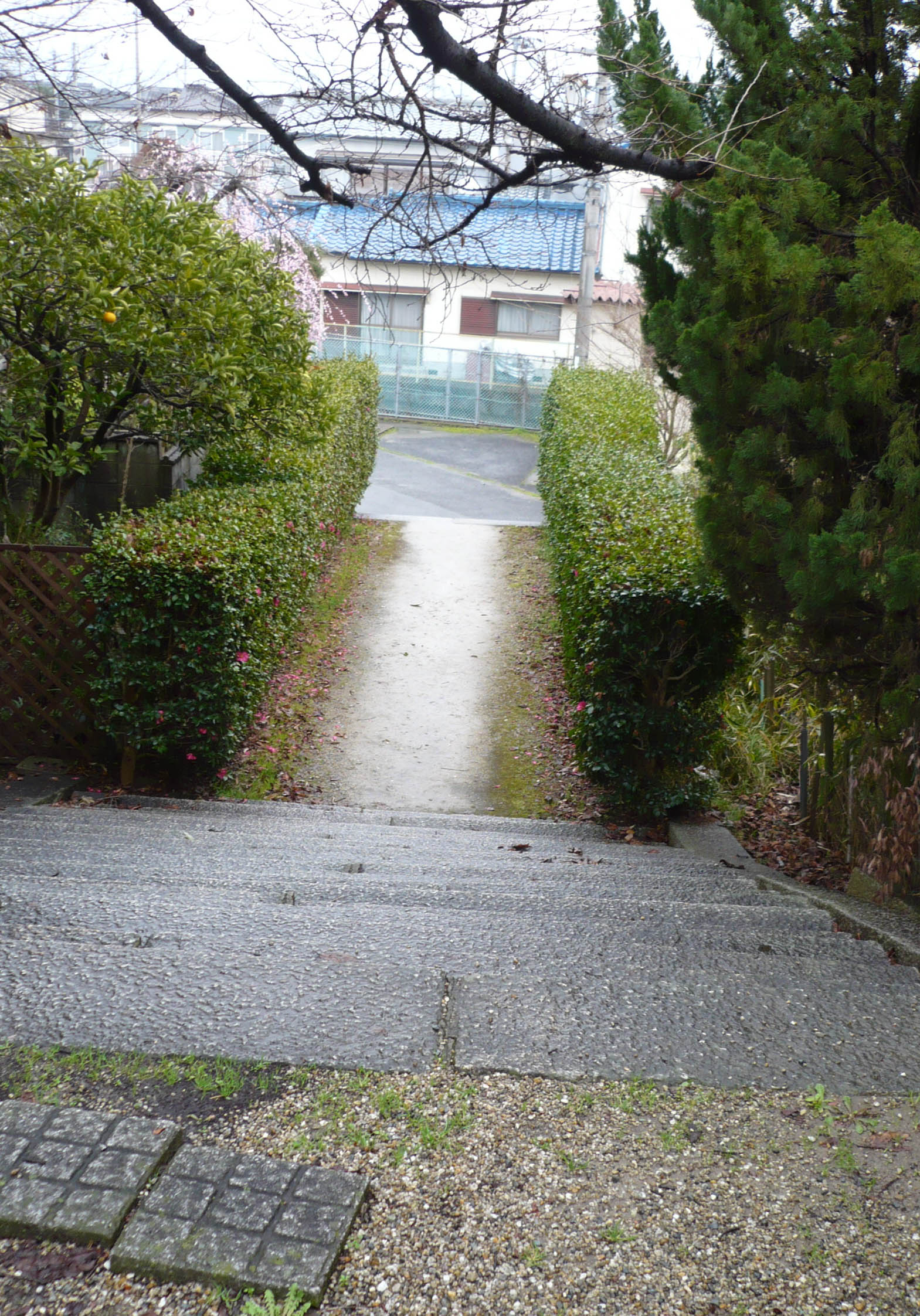
小泉城石碑への入り口（主郭跡:他より一段高い台地にある）
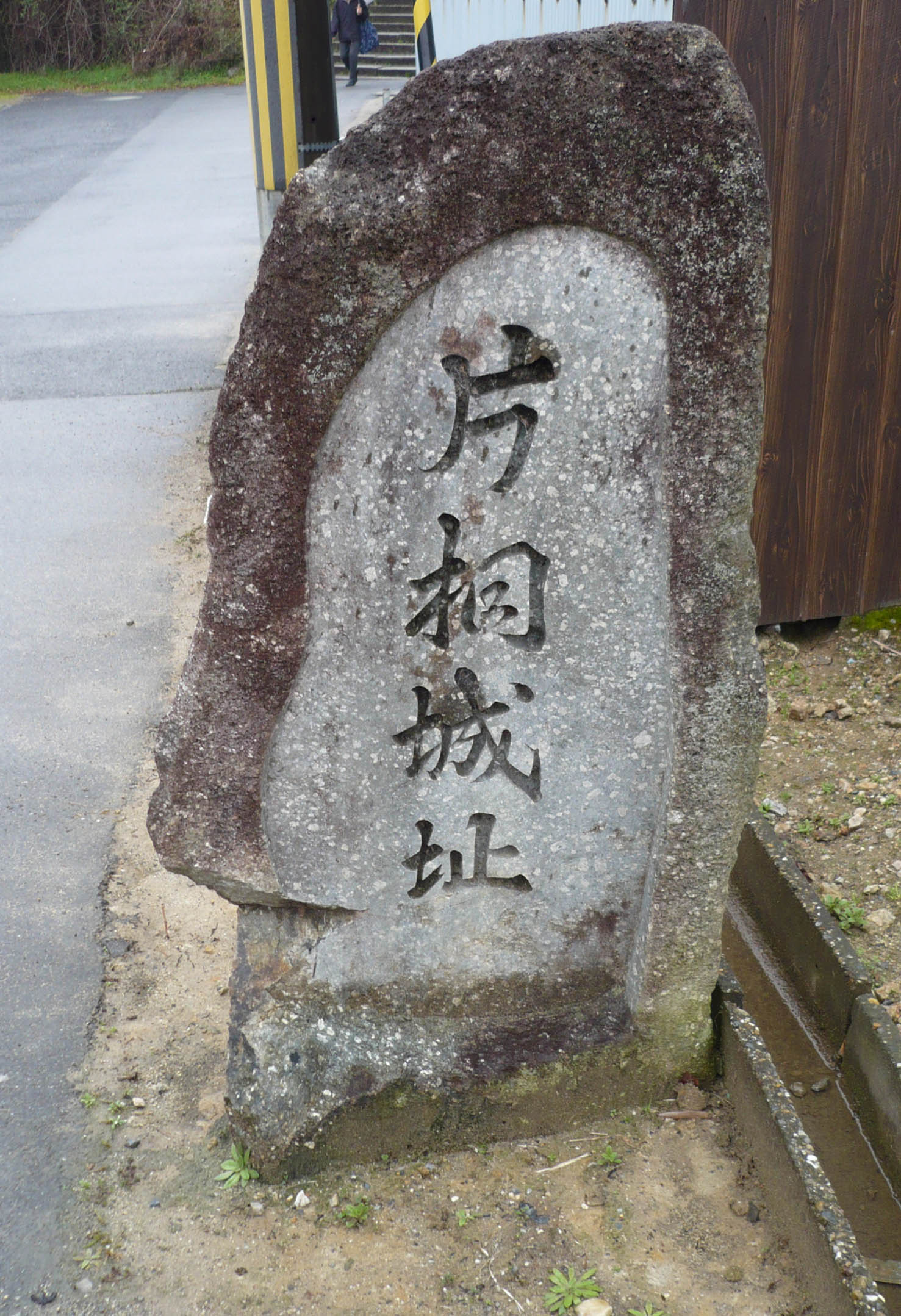
片桐城の石碑（小泉城の別名）

小泉城は小泉陣屋とも呼ばれているが、『ふるさと大和郡山歴史事典』では「城郭としての構えを十分に備えた大規模なもの」として、城下町は富雄川沿いの南北の並びに整然と出来上がっており、調練場も城外につくられた。これらは『小泉城復元地図』に記されており、今日の地割にそのまま残っている。

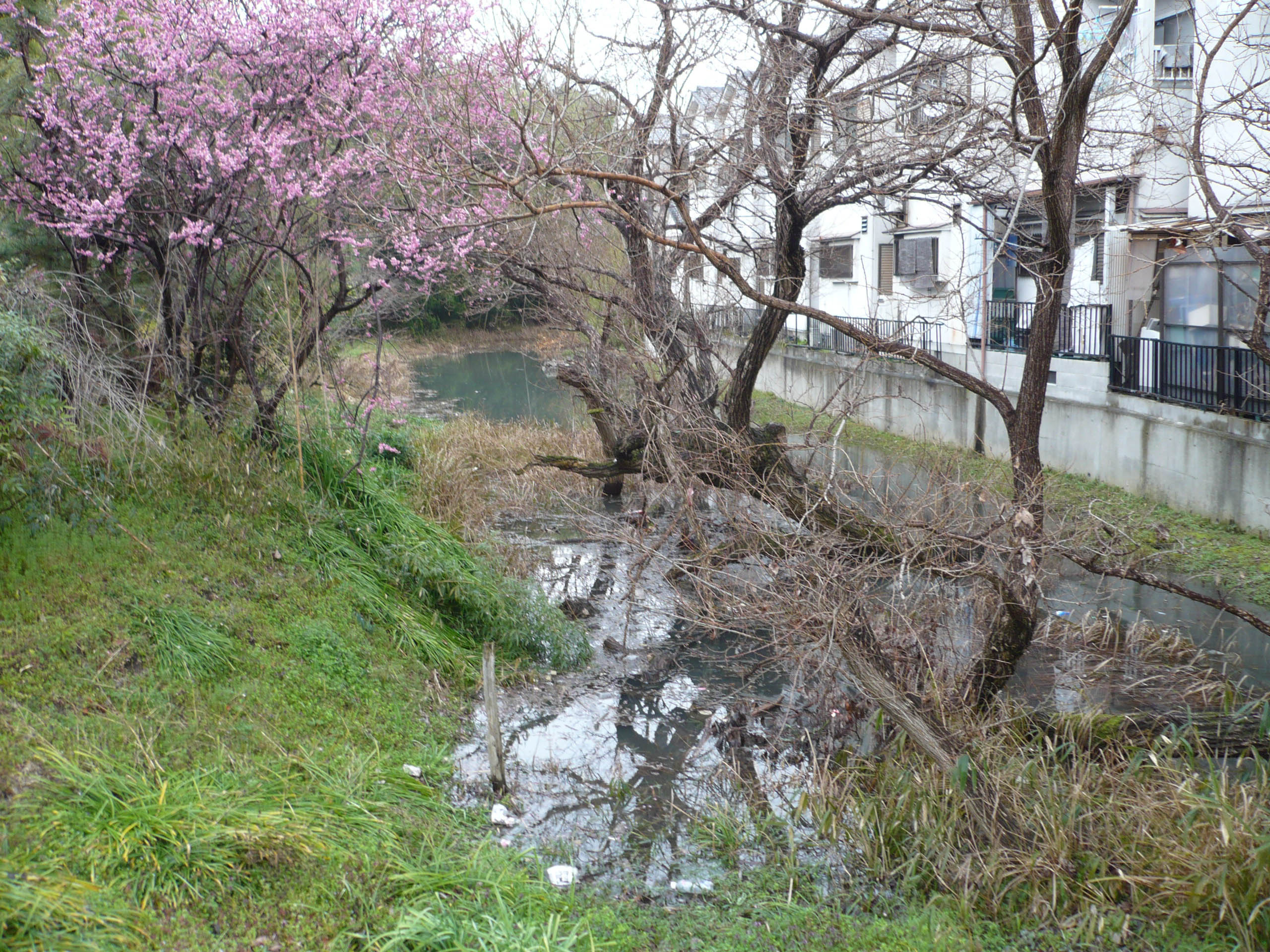
西側にある外堀跡
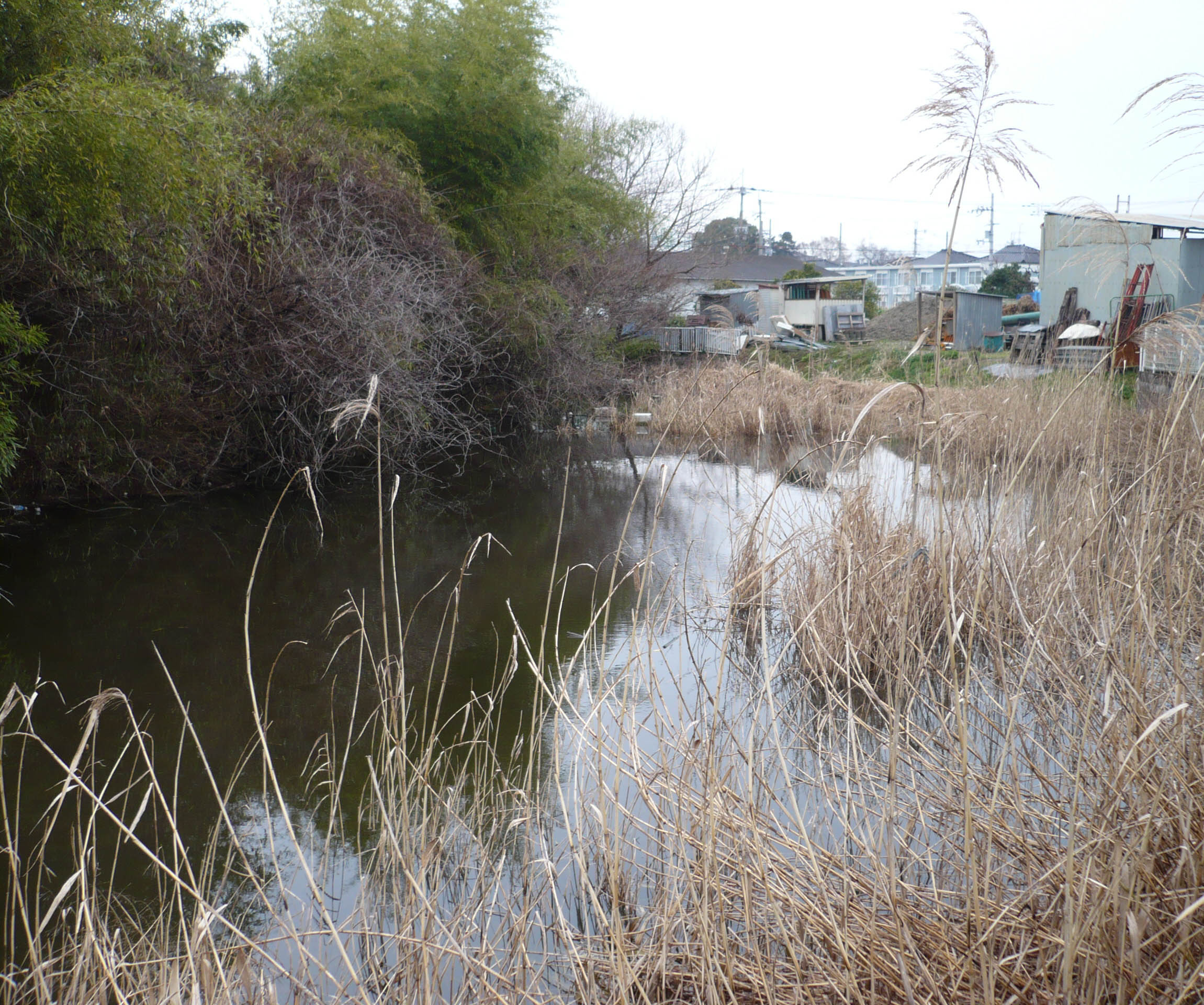
南側にある外堀跡
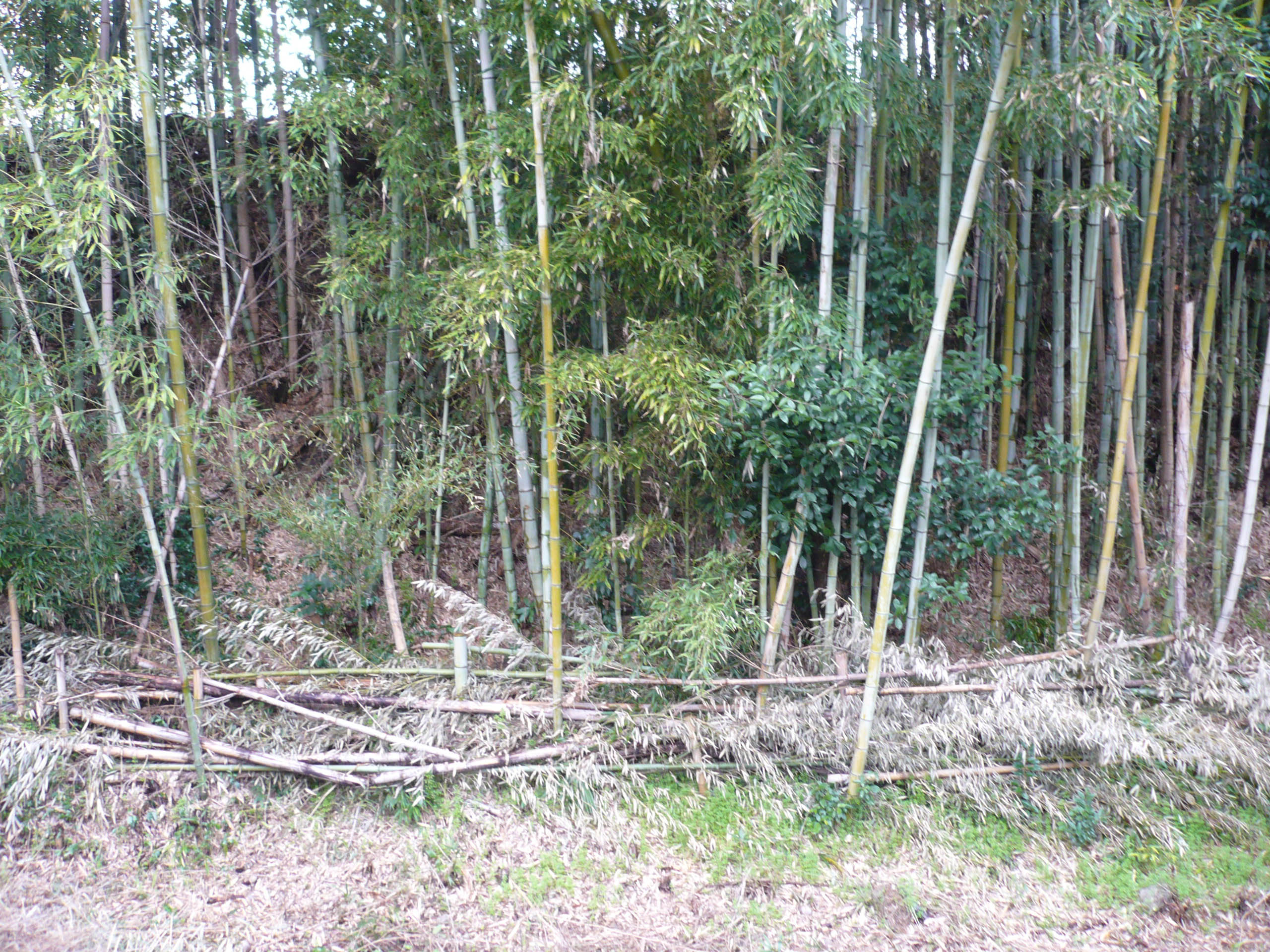
南側に部分的に残っている土壁（この奥が主郭になる）
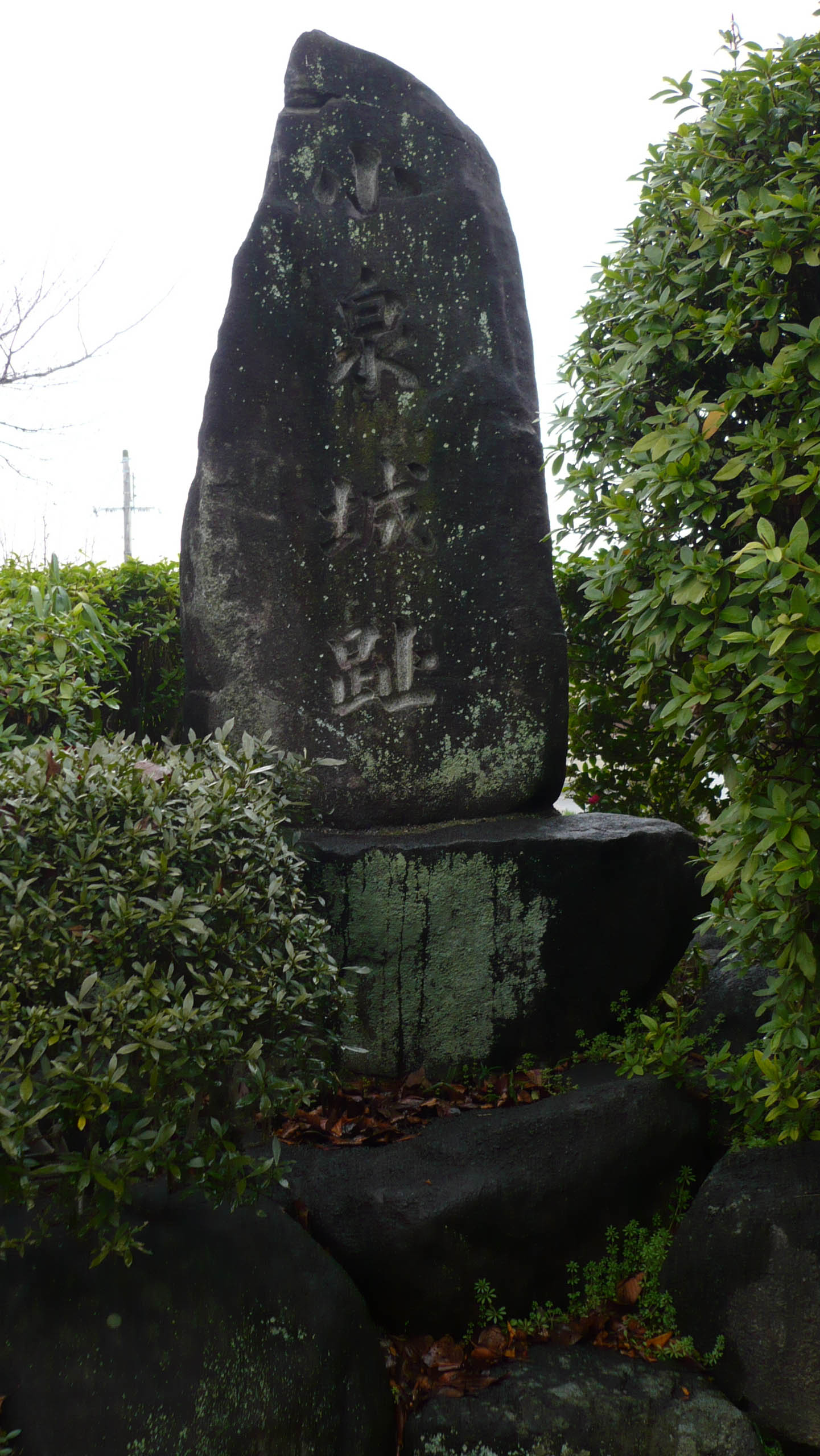
小泉城の石碑

大手道は金輪院前にある鈎の手から西へ登る道が当時の大手道であった。門は3ヵ所設けられており、北、西北、南にあり、そのうちの1つは小泉神社の表門として残っている。この門は冠木門、高麗門と呼ばれるもので、この門が移築前と変化していないのであれば、その扉は透門形式で、外から見られやすい弱点がある。『ふるさと大和郡山歴史事典』では「内部を桝型形式もしくは通路を屈折させて遮断していたものと思われる」と記載しており、透門をカバーしていたのではないかと解説している。

## 城跡へのアクセス
- 電車でのアクセス

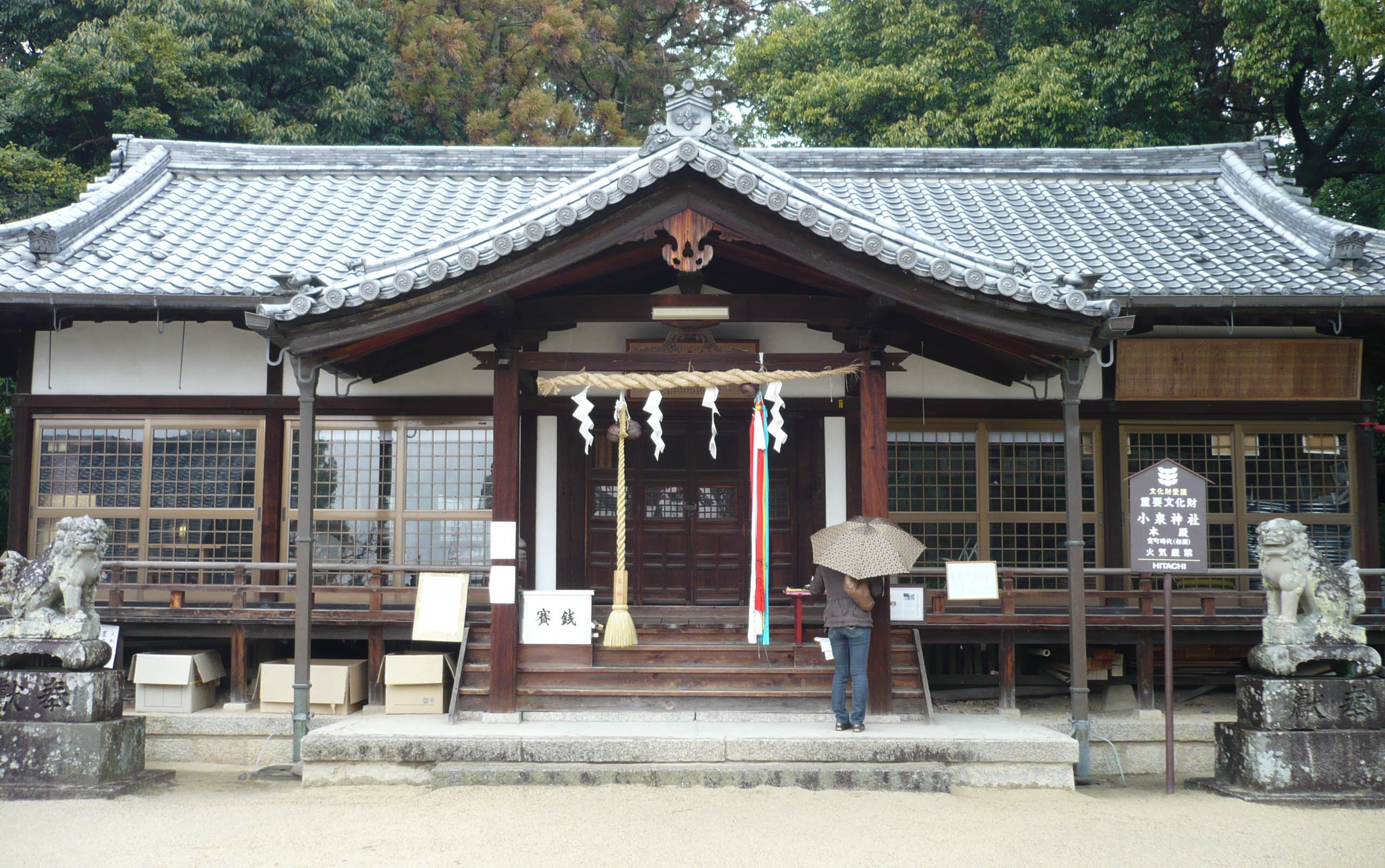
小泉神社の本殿

  - JR西日本　大和路線　大和小泉駅　→　徒歩約10分
- 車でのアクセス
  - 西名阪自動車道　郡山IC　→　国道24号　→　国道25号　→　奈良県道123号
  - 近隣に駐車場無し